# Nové Dvory (Kutná Hora-i járás)
Nové Dvory település Csehországban, a Kutná Hora-i járásban. Nové Dvory Starý Kolín, Církvice, Kutná Hora, Svatý Mikuláš és Hlízov településekkel határos. Lakosainak száma 919 fő (2024. január 1.).

## Népesség
A település lakosságának változását az alábbi diagram mutatja:
| Lakosok száma | 1342 | 1354 | 1180 | 891  | 893  | 822  | 858  | 863  | 914  | 919  |
|               | 1869 | 1890 | 1921 | 1950 | 1980 | 2001 | 2017 | 2019 | 2022 | 2024 |